# Nikoła Gjuzelew
Nikoła Gjuzelew, bułg. Никола Гюзелев (ur. 17 sierpnia 1936 w Pawlikeni, zm. 16 maja 2014 w Sofii) – bułgarski śpiewak operowy, bas.

## Życiorys
Początkowo studiował malarstwo, później zdecydował się na studia wokalne. Uczył się w konserwatorium w Sofii, tam też debiutował w 1960 roku w Operze Narodowej jako Timur w Turandot. W 1962 roku wygrał konkurs wokalny w Pradze, w 1964 roku został laureatem konkursu na Festiwalu Młodzieży w Helsinkach. W 1965 roku odbył tournée koncertowe po Europie Zachodniej, odwiedzając Francję, Niemcy i Włochy; w tym samym roku wykonał partię Ramfisa w Aidzie na deskach nowojorskiej Metropolitan Opera. Gościnnie występował w mediolańskiej La Scali, londyńskim Covent Garden Theatre, Opéra de Paris, Operze Wiedeńskiej, Teatrze Bolszoj w Moskwie, a także na festiwalu w Salzburgu i Holland Festival. Do jego największych kreacji należała rola tytułowa w operze Gioacchino Rossiniego Mojżesz w Egipcie na deskach Kungliga Operan w Sztokholmie w 1974 roku.
Jego głos cechował się donośnością i ciemną barwą, ceniony był zwłaszcza w partiach w operach Giuseppe Verdiego (Filip II w Don Carlosie, Silva w Ernanim, Fiesco w Simonie Boccanegrze) oraz w repertuarze rosyjskim (Borys w Borysie Godunowie, Dosifiej w Chowańszczyźnie, Włodzimierz Halicki w Kniaziu Igorze).